# 36. pehotni polk (Avstro-Ogrska)
Za druge 36. polke glejte 36. polk.
36. pehotni polk (izvirno nemško Infanterie-Regiment Nr. 36; dobesedno slovensko: Pehotni polk št. 36) je bil pehotni polk k.u.k. Heera.

## Poimenovanje
- Böhmisches Infanterie Regiment »ReichsBrowne« Nr. 36/Bohemijski pehotni polk »Državni grof Browne« št. 36
- Infanterie Regiment Nr. 36 (1915 - 1918)

## Zgodovina
Polk je bil ustanovljen leta 1683. 

### Prva svetovna vojna
Polkovna narodnostna sestava leta 1914 je bila sledeča: 95% Čehov in 5% drugih. Naborni okraj polka je bil v Jungbunzlauu, pri čemer so bile polkovne enote garnizirane sledeče: Bruneck (štab, I. in III. bataljon), Niederndorf (II. bataljon) in Jungbunzlau (IV. bataljon).
V sklopu t. i. Conradovih reform leta 1918 (od junija naprej) je bil polk razpuščen.

## Poveljniki polka
- 1859: Joseph Tomas[6]
- 1865: Carl von Bienerth[7]
- 1879: Friedrich Hotze[8]
- 1908: Alexander Kunz[9]
- 1914: Rudolf Müller[1]